# قرية الفقهاء (الحيمة الداخلية)

تعديل مصدري - تعديل

قرية الفقهاء هي إحدى قرى عزلة بلاد القبائل بمديرية الحيمة الداخلية التابعة لمحافظة صنعاء، بلغ تعداد سكانها 249 نسمة حسب تعداد اليمن لعام 2004.
وتقع فيها واحدة من اشهر الاسر العريقة اسرة العريفي والتي تعتبر من اقدم واعرق الاسر في الوطن العربي.